# Excelsior Publications
Pour les articles homonymes, voir Excelsior.
Excelsior Publications était un groupe de presse familial français fondé en 1913 et en partie racheté le 27 juin 2003 par EMAP France (devenu Mondadori France). 

## Histoire
Le groupe doit son nom au quotidien français Excelsior, lancé le 16 novembre 1910 par Pierre Lafitte. C'est le premier journal qui utilise l'illustration photographique comme élément essentiel de l'information. En latin, « excelsior » signifie « plus haut ».
Le quotidien est racheté en 1917 par Paul Dupuy, fils du directeur du Petit Parisien Jean Dupuy (1844-1919), qui crée pour l'occasion la société Excelsior Publications, éditrice du magazine La Science et la Vie (lancé en 1913) et d'autres titres comme Omnia (directeur Paul Meyan) et Le Dimanche illustré. À la mort de Paul Dupuy en 1927, Excelsior Publications sera repris par sa femme, née Helen Browne, avant d'être réorganisé en 1932. Le quotidien Excelsior cessera de paraître en juin 1940.
Après la Seconde Guerre mondiale, le titre emblématique du groupe devient le mensuel La Science et la Vie, qui sera rebaptisé « Science et Vie » en 1943, et qui donnera lieu à diverses déclinaisons (Science et Vie micro, Science et Vie junior, Les Cahiers de Science et Vie, etc.). Le groupe se diversifie en lançant des hebdomadaires (Option Finances), des mensuels spécialisés (L'Action automobile et Touristique, Automobiles Classiques, Biba, 20 ans, Max, Vital) et des guides (Guide Bel-Air, camping et caravaning).
En avril 1997, Excelsior Publications cède au groupe néerlandais VNU (en) son pôle de presse informatique qui comprenait notamment Science et Vie micro et SVM Mac, se concentrant alors sur Science et Vie et sur les titres féminins et liés à l'automobile.
Pendant plus de 80 ans, Excelsior Publications est resté, selon ses dirigeants, « l'un des rares groupes de presse magazine à capitaux exclusivement familiaux qui ait su assurer sa croissance tout en préservant son indépendance et en affirmant son identité. »
L'entreprise était dirigée par Paul Dupuy II (né en 1938), petit-fils du fondateur, au moment de son rachat, en 2003, par la filiale française du groupe britannique Emap Plc. En 2006, Excelsior Publications comptait 177 salariés (données de 2006) et réalisait un chiffre d'affaires de près de 50 millions d'euros (données de 2009).
La société a été radiée le 5 novembre 2010.

## Titres publiés par le groupe avant son rachat
Presse financière
- Option Finance
- Les guides d'Option Finance

Presse scientifique de vulgarisation
- Science et Vie
- Les Hors Série de Science & Vie
- Les Cahiers de Science et Vie
- Science et Vie junior
- Les Dossiers Hors Série de Science & Vie Junior
- Science & Vie Découvertes

Presse féminine
- 20 ans
- Biba
- Depeche Mode (magazine de mode, première parution en 1976, suspendu en novembre 2001[2])
- Mixte
- Vital

Presse masculine
- Max
- Max Mixte

Presse de loisirs
- Jeux & Stratégie (fin de parution en 1990)
- Casus Belli (1980-1999, le titre renaîtra un an plus tard hors du giron d'Excelsior)
- Guide Bel-Air camping caravaning (quatre à cinq éditions par an)

Informatique
- Soft & Micro
- Le groupe a aussi lancé les magazines d"informatique grand public Science et Vie micro (SVM) et SVM Mac, qui ont été rachetés en 1997 par le groupe néerlandais VNU Publications.

### Partenariats
- Ediexcel, filiale d’Excelsior et d’Edipresse :
- Vital (presse féminine)
- M Magazine (presse masculine, parution de 1998 à 2001) ;
- Excelsior Filipacchi, filiale d’Excelsior et de Hachette Filipacchi Médias (presse automobile) :
  - Automobiles Classiques
  - F1 Magazine
  - Action Auto Moto
  - Les Hors Série d'Auto Moto

### Adaptation à l'étranger
- Biba : 
  - Turquie, en contrat de licence avec Hurriyet ;
  - Israël, en contrat de licence avec Post Shop.

- 20 ans : 
  - Roumanie : en contrat de licence avec Edipresse AS Romania (filiale d'Edipresse et de Axel Springer Verlag) ;
  - Italie : en contrat de licence avec Gruppo Editoriale Futura.

- Science et Vie junior 
  - Pologne (Wiem !) : en contrat de licence avec Edipresse Polka ;
  - Corée du Sud : en contrat de licence avec Woongjin Food.

## Autres activités

### Finance
L'Agence Option Finance diffusait de l'information vers près de deux millions de lecteurs en ligne. Marque d'Option Finance, l'Agence Option Finance devient « AOF », puis prend son indépendance en tant qu'« AOF Sarl », puis « AOF SA ». Elle est ensuite fusionnée avec Option Finance, dans le cadre d'« Option Finance SA », à la suite du rachat du Groupe Excelsior par EMAP qui le conduit à se séparer de son activité éditoriale dédiée au monde de la Finance. Option Finance SA devient alors un des rares éditeurs français de presse financière encore indépendant.

### Jeux de société, jeux de rôles
Jeux Descartes, filiale d'Excelsior Publications, a été revendue à Asmodée. Elle possédait deux éditeurs de jeux, Descartes Éditeur (jeux parfois commercialisés sous le label Bluegames ou Games2two), et Eurogames, ainsi qu'une chaîne de magasins de détail à Paris, Bordeaux et Lyon.